# Haarnetz-Erlass
Der Haarnetz-Erlass war ein Erlass des Bundesverteidigungsministeriums vom 8. Februar 1971, der die Vorschriften zur Haartracht in der Bundeswehr liberalisierte. Über ihren eigentlichen Anlass hinaus machte sich an der Verordnung eine breite gesellschaftspolitische Diskussion in der Bundesrepublik fest.
Im Verlauf der 1960er Jahre waren bei jungen Männern verbreitet Langhaar-Frisuren aufgekommen. Noch 1967 hatte ein Haarerlass ausdrücklich Soldaten „das Tragen einer schulterlangen oder sonst feminin wirkenden Haartracht“ untersagt. Insbesondere bei Grundwehrdienstleistenden stieß diese Vorgabe auf Ablehnung. Der damalige Verteidigungsminister Helmut Schmidt machte es mit dem Haarnetz-Erlass möglich, dass Soldaten lange Haare tragen konnten. Im Detail schrieb der Erlass vor, dass Haar und Bart gepflegt sein mussten und dass im Dienst ein Haarnetz getragen werden musste, falls das lange Haar den Soldaten bei seinen Aufgaben behinderte. Die Bundeswehr rüstete sich dazu mit 740.000 Haarnetzen aus.
Der Erlass kann als Ausdruck einer allgemeinen Liberalisierung in der Zeit der sozialliberalen Koalition unter Bundeskanzler Willy Brandt verstanden werden. Über seine eigentliche Bedeutung hinaus löste der Erlass eine breite, wenn auch nicht immer vollkommen ernst gemeinte Debatte aus. Insbesondere im westlichen Ausland wurde die Bundeswehr verspottet. Der Ausdruck German Hair Force wurde in der Berichterstattung gebraucht.
Ein Brigadegeneral der Bundeswehr äußerte: „Eine Vernachlässigung im Anzug und im Benehmen des Soldaten ist für jedermann der Beweis für eine schlechte Disziplin. Mit ihr steht und fällt aber der Abschreckungswert und damit der Friedensbeitrag der Truppe.“ Der Wehrbeauftragte des Bundestages nannte das Erscheinungsbild langhaariger Soldaten „schlampig und verdreckt“. Der Bayernkurier spottete, Helmut Schmidt habe sich mit seinem Erlass „unschätzbare Verdienste um die Verbreitung der Kopflaus“ erworben.
Helmut Schmidt erhielt für den Haarnetz-Erlass 1972 den Orden wider den tierischen Ernst.
Im Mai 1972 wurde der Haarnetz-Erlass schließlich wieder aufgehoben. Ab diesem Zeitpunkt musste das Haar so geschnitten werden, dass es den Uniformkragen nicht berührte, außerdem hatten Augen und Ohren frei zu sein. Die Aufhebung wurde damit begründet, dass es in der Truppe zu erhöhtem Ausfall wegen Verkühlungen durch nasses Haar gekommen sei. Die damalige Neuregelung durch den Haarerlass besteht im Wesentlichen bis heute. Demzufolge dürfen die Haare Augen und Ohren nicht bedecken und den Kragen nicht berühren.